# Chirongui
Chirongi es una comuna francesa situada en el departamento y la región de Mayotte. 

## Geografía
La comuna se halla situada en el sur de la isla de Mayotte y está formada por las villas de Poroani, Mréréni I (Mréréni Bé), Mréréni II (Mréréni Kélé), Malamani, Mramadoudou, Chirongui-Villa y Tsimkoura.

## Demografía
| Gráfica de evolución demográfica de Chirongui entre 1985 y 2017 |
|                                                                 |

Fuente: Insee